# Smalltown Boy
Smalltown Boy è un singolo del gruppo musicale britannico Bronski Beat, pubblicato l'11 giugno 1984 come primo estratto dal primo album in studio The Age of Consent.

## Descrizione
La canzone parla di un ragazzo gay che affronta l'omofobia, la solitudine e l'incomprensione della famiglia.

## Successo commerciale
Il brano raggiunse la terza posizione nel Regno Unito e la quarantottesima negli Stati Uniti. La canzone è un popolare inno gay.
Finalmente la London Records ha collaborato con SDE (Super Deluxe Edition) e ha prodotto un'edizione singola in CD estremamente limitata del singolo originale da 12 pollici di Smalltown Boy, solo promozionale di 200 copie rare mai realizzate, questo singolo a 2 tracce contiene il mix quasi nove minuti della canzone e il lato B di Infatuation/Memories era più di sette minuti e mezzo (che non è nella nuova edizione deluxe di The Age Of Consent).
Esistono solo le versioni di questo singolo, con i differenti vinili dei lati B. La versione integrale Infatuation/Memories non è stata inserito nell'album.

## Video musicale
Il videoclip ha come protagonista Jimmy Somerville, componente del gruppo, che interpreta il ragazzo di cui parla il testo della canzone.
Il video inizia con immagini dei binari ripresi da un treno in movimento e con Somerville che viaggia a bordo di esso verso Londra. La scena si sposta sul bordo di una piscina, dove il protagonista fa amicizia con alcuni ragazzi, interpretati dagli altri componenti della band, Larry Steinbachek e Steve Bronski, ed insieme guardano altri giovani eseguire tuffi dal trampolino.
La scena cambia di nuovo e si sposta prima nello spogliatoio e successivamente all'uscita di un locale. Osservando bene le scene del video e i volti dei protagonisti, sembrerebbe che il ragazzo interpretato da Somerville - dopo un cenno di intesa con gli altri due suoi amici - vada in un altro spogliatoio a cercare il tuffatore che i tre stavano osservando, ma quello respinge l'avance, contrariato. Più tardi, fuori da un locale dove Somerville e i suoi due amici si erano recati, i tre sono inseguiti da una banda di teppisti omofobi in motocicletta. Somerville rimane solo, è raggiunto. A questo punto si nota che uno dei teppisti, probabilmente il capo, è proprio il tuffatore.
La scena cambia ancora e si vede un poliziotto che accompagna a casa Somerville con evidenti ematomi al volto. La comunicazione con il padre, che non sembra accettare la verità, è difficile e si vede il protagonista che lascia la casa dei genitori con un borsone a tracolla. La madre, in lacrime, lo abbraccia affettuosamente, mentre il congedo con il padre è più freddo: quest'ultimo gli consegna una banconota spiegazzata, ma quando il figlio gli tende la mano per salutarlo, l'uomo la rifiuta. Il video termina con Somerville che viaggia su un treno così come tutto era iniziato, ma questa volta Steinbachek e Bronski si uniscono a lui.

## Tracce
7" singolo
Lato A
1. Smalltown Boy – 3:58

Lato B
1. Memories – 3:00

7" singolo (Forbidden Fruit BITE 1 / London 820 091 7)
Lato A
1. Smalltown Boy – 5:01 (testo: Larry Steinbachek Steve Bronski – musica: Jimmy Somerville)

Lato B
1. Memories – 3:00 (testo: Larry Steinbachek Steve Bronski – musica: Jimmy Somerville)

12" maxi (Forbidden Fruit BITE X1 / London 820 996 1)
Lato A
1. Smalltown Boy – 9:00

Lato B
1. Infatuation
2. Memories – 7:41

CD singolo
1. Smalltown Boy – 9:00
2. Infatuation
3. Memories – 7:41

Durata totale: 16:41

## Videoclip
1. Smalltown Boy

## Classifiche
| Classifica (1984–85)               | Posizione massima           |
| ---------------------------------- | --------------------------- |
| Australia ARIA Singles Chart       | 7                           |
| Dutch Top 40 Singles Chart         | 1                           |
| French SNEP Singles Chart          | 8                           |
| Italian Singles Chart              | 1                           |
| Swiss Singles Chart                | 2                           |
| Official Singles Chart             | 3                           |
| U.S. Billboard Hot 100             | 48                          |
| U.S. Billboard Hot Dance Club Play | 1                           |
| Classifica (1991)                  | Posizione massima raggiunta |
| UK Singles Chart 1                 | 32                          |

1 Jimmy Somerville con i Bronski Beat, remix del 1991

## Cover

### Versione dei Delain
Il gruppo Symphonic metal olandese Delain registrò una cover di Smalltown Boy durante le sessioni di registrazione del loro secondo album, April Rain, pubblicandola successivamente come singolo (solo digitalmente) il 9 novembre 2009.
È l'ultima pubblicazione della band con Ronald Landa e Rob van der Loo, che lasciarono il gruppo (rispettivamente) quello stesso mese e nel gennaio 2010.

#### Tracce
1. Smalltown Boy – 3:14

#### Formazione
- Charlotte Wessels – voce
- Ronald Landa – chitarra
- Martijn Westerholt – tastiere
- Rob van der Loo – basso
- Sander Zoer – batteria

## Altri utilizzi
- September nel 2005 ha interpolato la melodia del brano per il singolo Cry for You.
- I Supermode (Steve Angello e Axwell) nel 2006 hanno utilizzato un sample del brano per il singolo Tell Me Why.
- Brandon Flowers nel 2015 ha utilizzato un sample del brano per il suo singolo I Can Change.[14]
- Meduza con il singolo Tell Me Why in collaborazione con Supermode e Bronski Beat.
- Damian Force e Jordan Grace con il singolo Gotta Believe.